# Бібліотека Вінницького державного педагогічного університету імені Михайла Коцюбинського
Бібліотека Вінницького державного педагогічного університету імені Михайла Коцюбинського — одна з найстаріших і найбільших книгозбірень закладів вищої освіти Подільського регіону України, науковий, інформаційний, культурно-просвітницький підрозділ університету.

## Назва
Назва бібліотеки багаторазово змінювалася у зв'язку з реорганізацією навчального закладу:
- 1920 — бібліотека інституту народної освіти,
- 1930 — бібліотека інституту соціального виховання,
- 1933 — бібліотека педагогічного інституту.
- Сучасна назва — з 1998.

## Історія
Учительський інститут у м. Вінниці був заснований 5 червня 1912 р. згідно наказу Міністерства народної освіти Російської імперії   . У 1913 р., через рік після відкриття учительського інституту, була створена бібліотека, головним завданням якої було забезпечення відповідною літературою професійної діяльності викладачів та майбутніх освітян.
Книгозбірня складалася з двох частин: учнівської бібліотеки, що обслуговувала студентів, та фундаментальної бібліотеки, яка обслуговувала викладачів і наукові пошуки студентів.
На поч. ХХ ст. комплектування бібліотек відбувалося згідно з каталогом книг, дозволених для народних і публічних бібліотек, який затверджував учений комітет Міністерства народної освіти Російської імперії, тому особливу увагу приділяли контролю за змістом фондів. На придбання книг за інструкцією Міністерства народної освіти вчительським інститутам призначалася сума у 500 руб.
На поч. 1914 р. фонд бібліотеки досягнув 1180 примірників. Розміщувалася бібліотека в одній із кімнат на першому поверсі інститутської будівлі. У період українізації, із введенням у навчальний процес рідної мови та історії України, значну увагу приділяли формуванню фонду національною книгою. Фонди бібліотеки поповнювалися завдяки меценатській підтримці громадськості, жертовності приватних осіб і установ, освітянських організацій, дарунків викладачів і студентів.
Напередодні Другої світової війни у бібліотеці вже налічувалося понад 100 тис. видань; читачів обслуговували на абонементі та в читальній залі на 50 місць.
Під час окупації бібліотека зазнала значних втрат і з 1944 р., після відновлення навчання в інституті, створювалася заново. Книги до бібліотеки надходили зі всіх регіонів країни як пожертви. Виділяли їх і уцілілі бібліотеки міста. На початку 50-х років фонд нараховував 50 тис. видань. Працювали абонемент та читальна зала на 110 місць.
У 1960—1980 роках відбулося відродження навчального закладу та інститутської бібліотеки. Значна увага приділялася формуванню фонду книгозбірні, покращенню організації довідкового апарату, модернізації матеріально-технічної бази, розширенню структури закладу.
За цей період значно розширилася площа бібліотеки.
З цокольного приміщення читальну залу було перенесено на 2-й поверх (на місце, де раніше були аудиторії, лінгафонні кабінети факультету іноземних мов). На місці колишньої читальної зали розпочалося формування відділу книгозберігання.
У 1987 р. частина відділів бібліотеки переїхала у новий корпус, де розташувалися відділи: довідково-бібліографічний з кімнатою каталогів, відділ обслуговування навчально-методичною літературою (абонемент та читальна зала навчально-методичної літератури, читальна зала періодичних видань), відділ комплектування та наукової обробки літератури.
Відбувається реорганізація традиційних систем обслуговування, виділення нових підрозділів, секторів, виокремлено два відділи обслуговування: навчально-методичною літературою та науково-популярною і художньою літературою.
З 2004 р. розпочався процес комп'ютеризації, придбано ліцензійну АБІС «ІРБІС». Організовано відділ комп'ютеризації та експлуатаційно-технічного обслуговування бібліотечних процесів.
У 2009 р. відкрито залу електронної інформації на 40 автоматизованих робочих місць з доступом до локальної та всесвітньої мережі Інтернет, а згодом — читальної електронної зали на 48 автоматизованих робочих місць.
Один із пріоритетних напрямів роботи освітянської книгозбірні — створення потужної електронної бібліотеки.

## Керівництво
Обов'язки першого бібліотекаря виконував учитель історії та географії Поліект Василіскович Гришков.
З 1917 по 1920 рр. функцію бібліотекаря виконував учитель співів Микола Олексійович Соколов.
Наступні роки бібліотекою опікувалося керівництво навчального закладу.
1938—1941 бібліотеку очолював Павло Чупира.
З часу відновлення бібліотеки після Другої світової війни нею керували: Лідія Михайлівна Четверик, Зінаїда Михайлівна Шелягова, Ганна Павлівна Янківська, Дар'я Іларіонівна Псенюк.
1982—2006 завідувач, а потім директор бібліотеки— Олена Василівна Бойван.
Від 2006 дотепер бібліотеку очолює Валентина Степанівна Білоус.

## Фонди
Фонд бібліотеки універсальний та багатогалузевий і повністю відповідає профілю університету. До складу фонду входять навчальні, наукові, науково-популярні, довідкові видання українською та іноземними мовами, великий масив художньої літератури.
Основу фонду складає література з питань педагогіки, психології, мовознавства, природничих та історичних наук. На 01. 01. 2021 р. фонд бібліотеки нараховує 527289 документів на різних носіях інформації[джерело?].
У книгозбірні зберігаються надзвичайно цінні стародруки, які є історичним, джерелознавчим та культурним надбанням. Колекція складається з друкованих документів українською, російською та іншими мовами, що були видані у ХІХ та на початку ХХ століття і налічує понад 1500 примірників. Найстаріша книга бібліотеки — «Статут Великого Княжества Литовського…» 1811 року видання. Серед раритетних видань — «Летопись Нестора со включением поучения Владимира Мономаха» (1912 р.); повний комплект Енциклопедичного словника Брокгауза і Єфрона та ін.
З кожним роком збільшується частка документів на електронних носіях, але традиційні паперові видання не втрачають своєї значущості і ролі, наукової, культурної і фінансової цінності.
Бібліотека підтримує ініціативу відкритого доступу до знань. З цією метою організовано роботу з формування інституційного репозитарію Вінницького державного педагогічного університету імені Михайла Коцюбинського.

## Наукова діяльність
Бібліотека проводить власні наукові дослідження, здійснює моніторинг бібліотечних процесів — вивчає стан та розвиток документного фонду, аналізує проблему бібліотечно-бібліографічного та інформаційного забезпечення користувачів, досліджує історію освітянської книгозбірні. Бібліотека вивчає сучасні інноваційні технології в галузі наукометрії та проводить моніторинг ресурсів всесвітньої мережі Інтернет освітнього та наукового спрямування, здійснює пошук інформації про науковців університету в наукометричних базах Scopus, WoS та ін.
З метою систематизації та збереження інформації про науковий доробок науковців університету а також для популяризації бібліотечно-бібліографічних знань проводиться видавнича діяльність. Започатковано серії видань «Педагоги Вінниччини» і «Основи бібліотечно-бібліографічних знань».
Із серії «Педагоги Вінниччини» вийшли біобібліографічні покажчики науковців педуніверситету: «І. І. Заєць. Історик. Археолог. Педагог», «Галина Сергіївна Тарасенко», «Ніна Лаврентіївна Іваницька», «Олександр Васильович Шестопалюк», «Никифор Миколайович Шунда», «Тетяна Петрівна Пірус», «Микола Миколайович Кравець», «Григорій Іванович Денисик», «Крупка Віктор Петрович: Слово промовити, як розділити хліб» та Бібліографічний покажчик наукових праць викладачів Вінницького державного педагогічного університету імені Михайла Коцюбинського, що виходить кожні 5 років. Серія «Основи бібліотечно-бібліографічних знань» представлена методичними рекомендаціями: «На допомогу науковцю», «Проектна діяльність — важлива складова розвитку бібліотеки та професійного зростання бібліотекарів», «Видавнича діяльність бібліотеки вищого навчального закладу як сфера наукового знання і практичної діяльності», «Створення презентацій за допомогою програми Microsoft Power Point», «Організація книжкової виставки», «Інформаційно-пошукова культура». Серед видань бібліотеки — бібліографічні покажчики: «Теорія і практика громадянського виховання майбутніх вчителів», «Наступність у навчанні», «Інформаційні технології в навчально-виховному процесі», «Вінницькому державному педагогічному університету імені Михайла Коцюбинського — 100 років», «Педагогічна практика (для факультету філології й журналістики)», «Книги ХІХ — початку ХХ ст. у фондах бібліотеки ВДПУ імені Михайла Коцюбинського», «Білоус Валентина: відданість бібліотечній справі» та ін. До 100-літнього ювілею бібліотеки вийшли видання: науково-краєзнавче дослідження «Бібліотека Вінницького державного педагогічного університету імені Михайла Коцюбинського: історія, сьогодення, постаті» і «Сто років духовності: спогади про бібліотеку ВДПУ ім. Михайла Коцюбинського». З нагоди 105-річчя бібліотеки видано бібліографічний покажчик «Скарбниця духовності».

## Проєктна діяльність
Проєкт «Бібліотека Вінницького державного педагогічного університету імені Михайла Коцюбинського — модель сучасної бібліотеки вищого навчального закладу». Основне завдання проєкту — формування єдиного інтерактивного інформаційного середовища в інтересах читача, просторової відкритої бібліотеки, розвиток функцій повноправного учасника навчальної та науково-дослідницької діяльності, центру навчального, наукового, соціального та культурного життя університету.
2014 р. бібліотеку нагороджено Грамотою Міністерства культури України та Дипломом ІІ ступеня Української бібліотечної асоціації за ІІ-е місце у Всеукраїнському конкурсі «Бібліотека року»[джерело?].

## Корпоративна співпраця
Бібліотека співпрацює з науковими бібліотеками над формуванням Центрального Українського Корпоративного Каталогу; підтримує партнерські відносини з освітянськими бібліотеками, в т. ч. ДНПБ України ім. В. О. Сухомлинського;  з ОУНБ ім. К. А. Тімірязєва  з метою формування Регіонального краєзнавчого каталогу«Література про Вінницьку область».